# Myles Borne
David Bostian III (Wilmington, 25 de maio de 1999) é um lutador profissional americano que trabalha pela WWE, onde atua sob o nome de ringue Myles Borne na marca NXT. Ele é atualmente o único lutador parcialmente surdo empregado pela WWE. Bostian também fez aparições na Total Nonstop Action Wrestling (TNA) devido à parceria de trabalho entre a NXT e a TNA.

## Início de vida
Bostian nasceu em Wilmington, Carolina do Norte, com Hipertensão Pulmonar Persistente do Recém-Nascido, uma condição tratável, mas cujo um dos principais efeitos colaterais do tratamento é a perda auditiva, o que resultou em Bostian ficando surdo. Bostian recebeu aparelhos auditivos e usava um sistema FM enquanto estava na escola, o que lhe permitia focar claramente em uma pessoa e ler os lábios. Bostian se tornou um lutador amador quando estava no jardim de infância e, durante o ensino médio, seu recorde foi de 28-7, com 12 vitórias por pinfall, uma vitória por queda técnica e seis decisões por diferença de pontos. A Associação Atlética de Escolas Secundárias da Carolina do Norte permitiu que Bostian usasse seu transistor FM dentro de suas proteções de ouvido para poder ouvir seu treinador durante as lutas.

## Carreira na luta livre profissional

### WWE (2022–presente)
Em 17 de março de 2022, Bostian foi anunciado como parte de uma classe de recrutas que se reportaram ao WWE Performance Center para começar o treinamento com a WWE. Bostian fez sua estreia no ringue sob o nome de Myles Borne no episódio de 17 de junho de 2022 do NXT Level Up, onde perdeu para Guru Raaj. Ao longo do ano seguinte, Borne competiu principalmente no NXT Level Up, majoritariamente em derrotas, com apenas uma vitória em seu recorde contra Ikemen Jiro no episódio de 21 de outubro do NXT Level Up. No episódio de 28 de março de 2023 do NXT, Borne fez sua estreia televisiva no ringue, onde foi derrotado por Eddy Thorpe.
Em setembro de 2023, Borne estreou como o trainee de Drew Gulak, Charlie Dempsey e Damon Kemp, que o intimidaram e o repreenderam durante os treinos. Após ser convencido por Fallon Henley a se unir a Josh Briggs e Brooks Jensen para enfrentar Gulak, Dempsey e Kemp em uma luta de trios no episódio de 12 de setembro do NXT, Borne se virou contra Briggs e Jensen e provou sua lealdade a Gulak, Dempsey e Kemp, estabelecendo-se como heel. O grupo passou a ser conhecido como No Quarter Catch Crew (NQCC) e, sob essa identidade, Borne desenvolveu uma sequência de vitórias no NXT Level Up, derrotando nomes como Tavion Heights, Riley Osborne e Trey Bearhill. No episódio de 23 de novembro do Main Event, Borne fez sua estreia no plantel principal, mas perdeu para Apollo Crews. No episódio de 27 de fevereiro de 2024 do NXT, Dempsey derrotou Noam Dar, do The Meta-Four, por 2–1 nas regras do British Rounds, conquistando a Copa Heritage do NXT. Uma semana depois, no NXT: Roadblock, o NQCC anunciou que a Copa Heritage do NXT seria defendida por todo o grupo sob a "Catch Clause". Sob a Catch Clause, o NQCC como um todo se referiu a si mesmo como os campeões da Copa Heritage do NXT, mas a WWE reconheceu apenas Dempsey como o campeão oficial. No episódio de 16 de abril do NXT, Tony D'Angelo, líder da The D'Angelo Family, revelou que sua família foi contratada pelo NQCC para (kayfabe) eliminar Gulak. Na realidade, Gulak foi retirado da programação após alegações de Ronda Rousey de que ele havia pegado as cordas de seu short nos bastidores em 2022. Gulak deixou a WWE em 3 de maio. D'Angelo exigiu pagamento pelo trabalho, mas o NQCC se recusou, o que gerou uma briga entre as duas facções, resultando em uma luta de trios entre as duas facções na Semana 1 do Spring Breakin', que foi vencida pela The D'Angelo Family (D'Angelo, Channing "Stacks" Lorenzo e Luca Crusifino). No episódio de 7 de maio do NXT, Dempsey e Borne enfrentaram Tyson DuPont e Tyrek Igwe em uma luta de duplas. Antes do início da luta, o árbitro foi declarado "indisponível" e Stacks foi anunciado como árbitro especial convidado, o que fez com que Dempsey e Borne perdessem devido a uma contagem rápida. Após a luta, Dempsey, enfurecido, deu a D'Angelo uma chance pelo título da Copa Heritage do NXT como pagamento devido à The D'Angelo Family e invocou a Catch Clause, que foi anulada quando D'Angelo e sua família sequestraram Kemp e Borne naquela noite. Uma semana depois, D'Angelo derrotou Dempsey para conquistar a taça.

### Total Nonstop Action Wrestling (2024)
No episódio de 11 de julho de 2024 do TNA Impact!, Borne fez sua estreia na Total Nonstop Action Wrestling (TNA), onde ajudou Charlie Dempsey a derrotar Zachary Wentz, do The Rascalz, por meio de interferência.

### Circuito independente (2024)
Borne fez sua estreia na Game Changer Wrestling (GCW) no evento GCW Josh Barnett's Bloodsport XII, em 24 de novembro de 2024, perdendo para Royce Isaacs por submissão.

## Vida pessoal
Em maio de 2023, Bostian se casou com sua namorada, Jadyn.